# Lucien Kroll
Lucien Kroll (Bruxelles, 13 marzo 1927 – Bruxelles, 1º agosto 2022) è stato un architetto e saggista belga.
È stato una delle figure più significative della scena architettonica mondiale. Autore di diversi scritti tra articoli su riviste e saggi, è annoverato come "il padre dell'architettura sostenibile".

## Biografia
Lucien Kroll nacque a Bruxelles e si laureò presso l'École Nationale Supérieure des Arts Visuels (ENSAV) de La Cambre. Divenne noto per essere stato uno dei membri fondatore dell'Institut d'esthétique industrielle
Era considerato uno dei massimi esponenti dell'architettura partecipativa
Lucien Kroll era  zio del famoso disegnatore e caricaturista belga Pierre Kroll.

## Opere principali
- 1959 : Residenze private a Auderghem (Belgio)
- 1963 : Centro ecumenico a Chevetogne (Belgio)
- 1968 : La scuola "La maison familiale" a Braine-l'Alleud (Belgio)
- 1976 : Residenza Vignes-Blanches a Cergy-Pontoise (Francia)
- 1970 : La Mémé, per l'Università cattolica di Louvanio a Woluwe (Bruxelles)[5]
- 1978 : Stazione della metropolitana Alma (Bruxelles)
- 1983 : Scuola tecnica Belfort (Francia)
- 1988 : Collegio Michelet a Saint-Ouen (Francia)
- 1994 : Il quartiere Hellersdorf a Berlino (Germania)[6]
- 1998 : Liceo HQE a Caudry (Francia)
- 1998 : Residenza privata a Dordrecht (Paesi Bassi)
- 2001 : La clinica La Chesnaie presso Blois (Francia)
- 2002 : Quartiere Brichères (100 appartamenti) a Auxerre
- 2006 : Piazza de Veens (42 appartamenti)  à Auxerre
- 2008 : 40 appartamenti a basso impatto ambientalea Auxerre

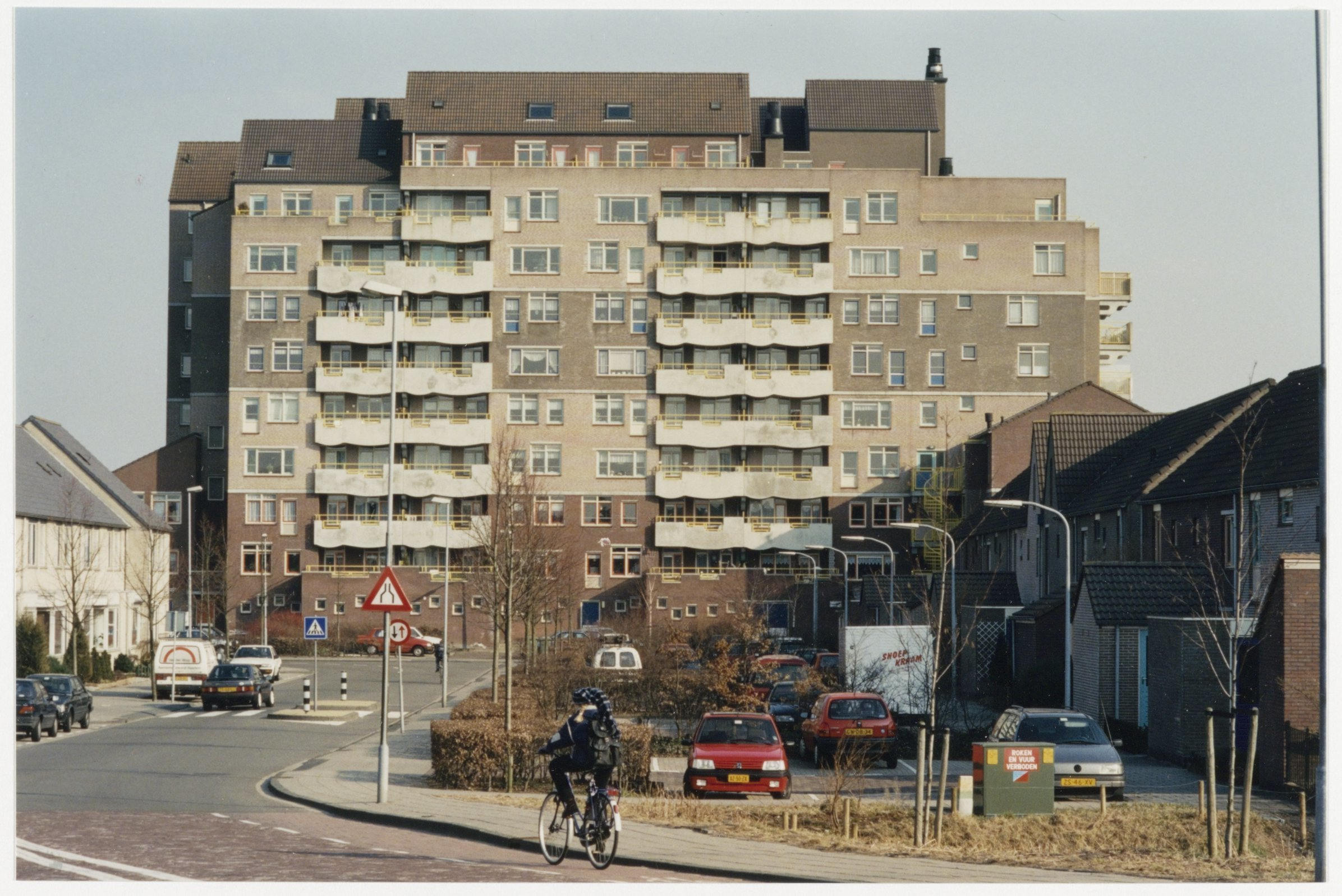
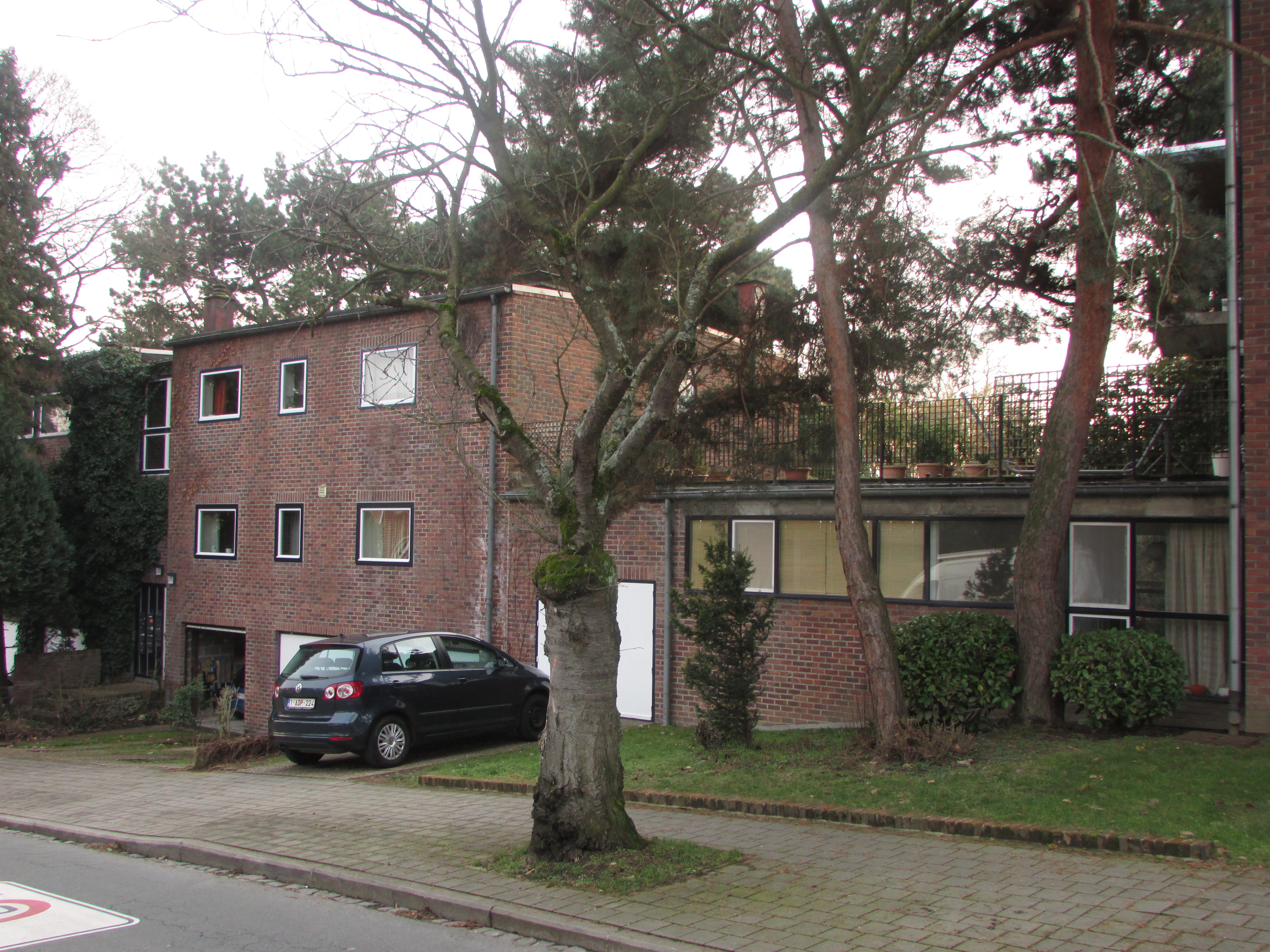
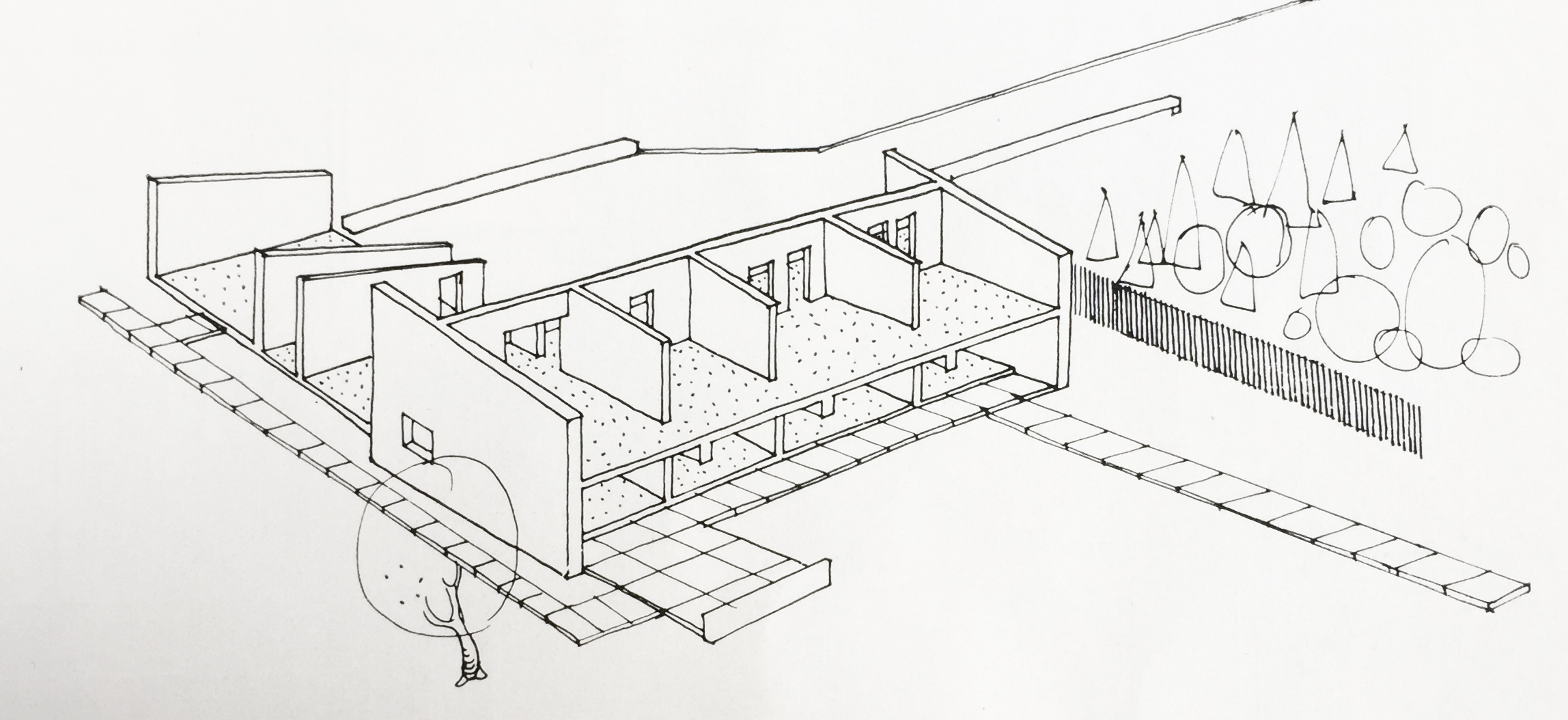
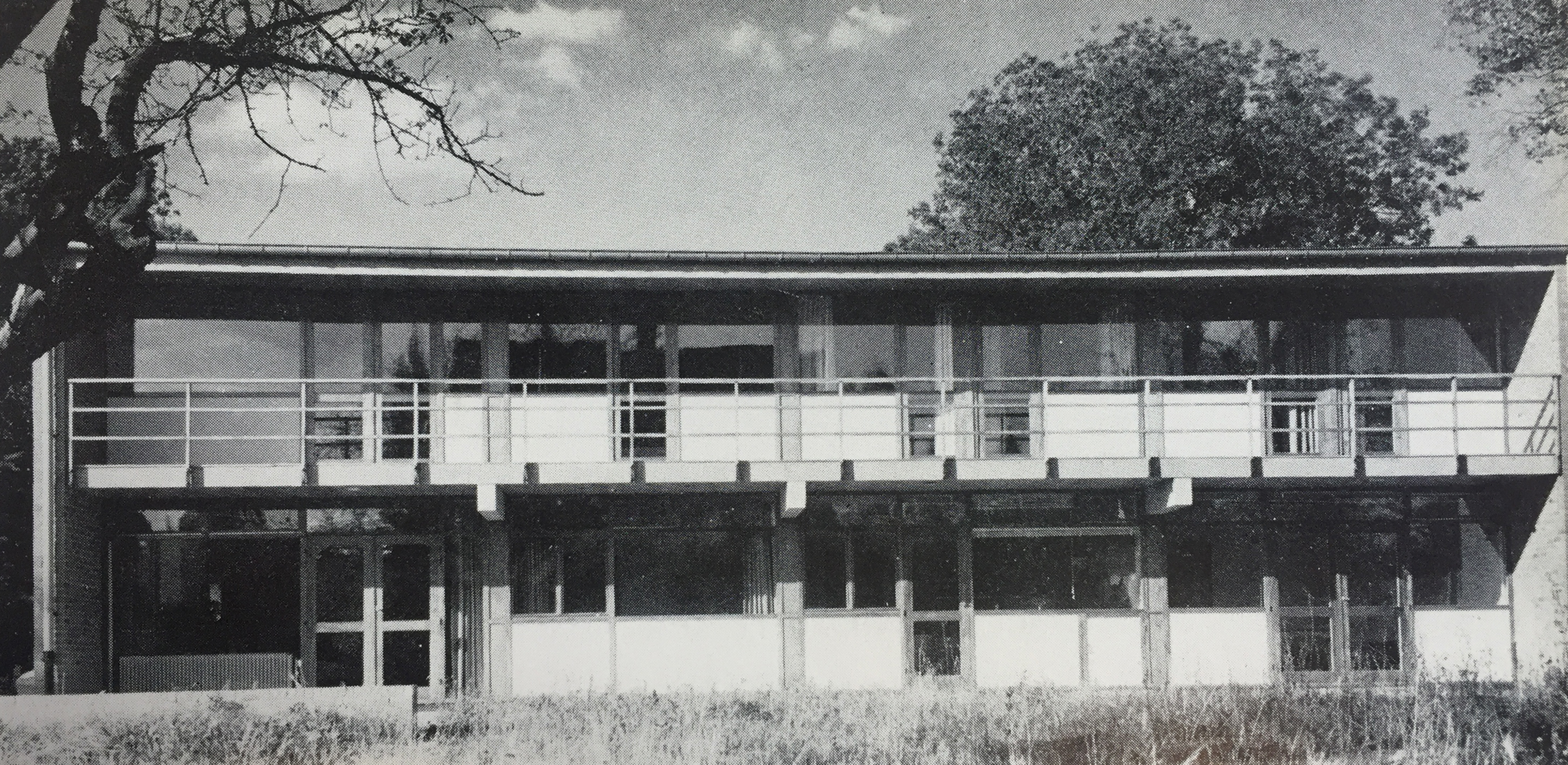
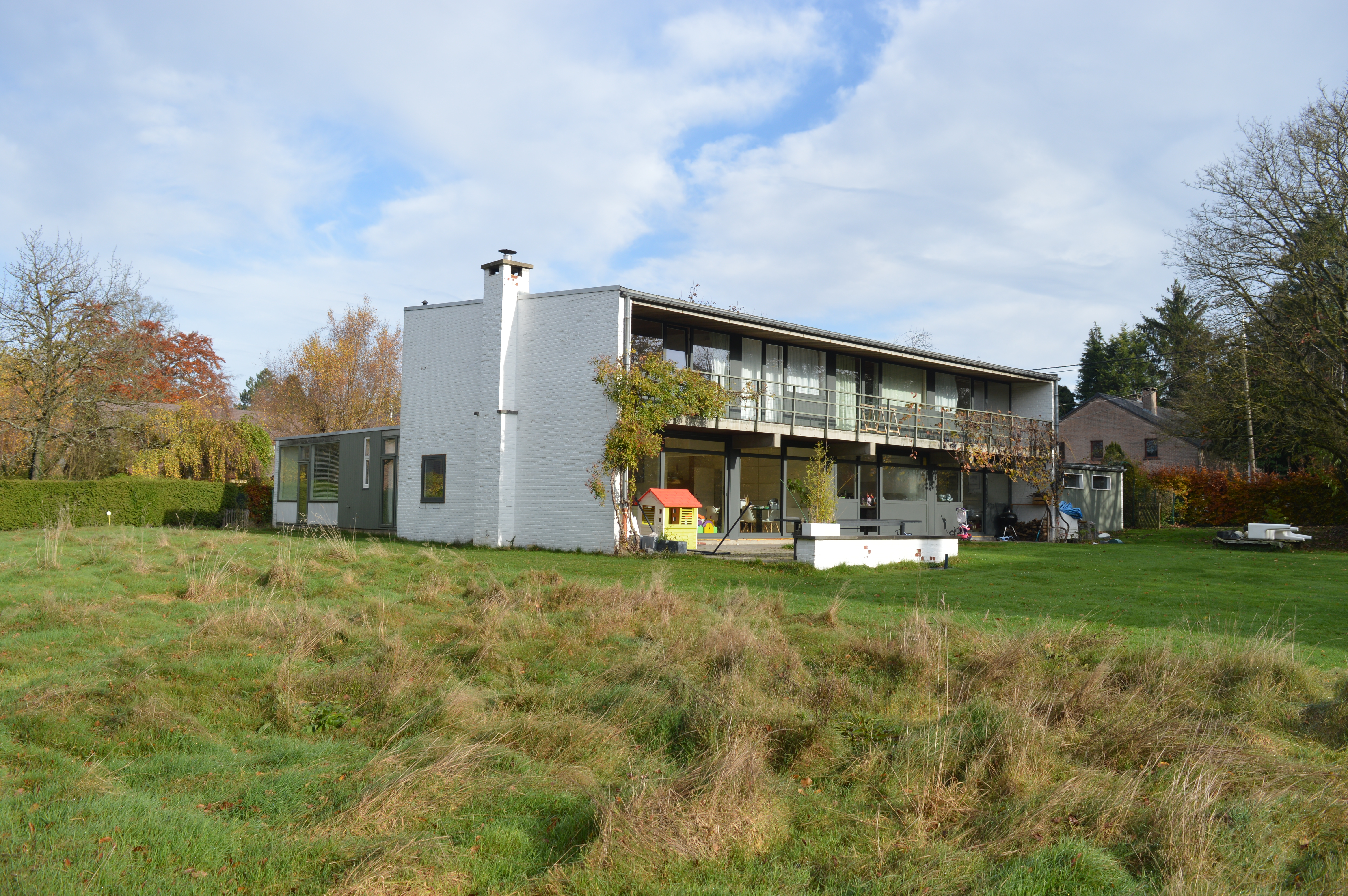

## Pubblicazioni
- The Architecture of Complexity, Londra 1986.
- Buildings and Projects, New York 1987.
- Enfin chez soi. Réhabilitation des préfabriqués, Parigi 1996.